# Shōshimin
Shōshimin (小市民?) es una serie de novelas japonesas escritas por Honobu Yonezawa. La serie comenzó a publicarse por Tokyo Sogensha en diciembre de 2004, y se lanzaron cuatro volúmenes a partir de enero de 2020. Una adaptación al manga de la primera novela fue serializada en la revista de manga shōnen de Square Enix, Monthly GFantasy, de abril de 2007 a diciembre de 2008.
Una adaptación a manga de la segunda novela, titulada Kaki Gentei Tropical Parfait Jiken, se serializó en Monthly GFantasy de febrero de 2010 a enero de 2011. 
Una adaptación a serie de televisión de anime de Lapin Track se emitió entre julio a septiembre de 2024. Una segunda temporada se emitió entre abril a junio de 2025.

## Argumento
La historia se centra en Jōgorō Kobato, que desea vivir una vida tranquila y ordinaria después de una experiencia dolorosa. Él y Yuki Osanai forman una "relación mutuamente beneficiosa", ya que Yuki también desea lo mismo.

## Personajes
Jōgorō Kobato (小鳩常悟朗 Kobato Jōgorō?)
 Seiyū: Shūichirō Umeda
Yuki Osanai (小佐内ゆき Osanai Yuki?)
 Seiyū: Hina Yōmiya
Kengo Dōjima (堂島健吾 Dōjima Kengo?)
 Seiyū: Makoto Furukawa
Takahiko Urino (瓜野 高彦 Urino Takahiko?)
 Seiyū: Teppei Uenishi
Tokiko Nakamaru (仲丸 十希子 Nakamaru Tokiko?)
 Seiyū: Yume Miyamoto
Yūto Hiya (氷谷 優人 Hiya Yūto?)
 Seiyū: Seiichiro Yamashita

## Contenido de la obra

### Manga
Una adaptación a manga de la primera novela ilustrada por Anko Manjūya, titulada Shunki Gentei Ichigo Tart Jiken, se serializó en la revista de manga shōnen Monthly GFantasy de Square Enix del 18 de abril de 2007 al 18 de diciembre de 2008 y se recopiló en dos volúmenes de tankōbon.
Una adaptación a manga de la segunda novela, ilustrada por OmiOmi con composición de Fua Yamasaki, fue serializada en la misma revista del 18 de febrero de 2010 al 18 de enero de 2011 y también fue recopilada en dos volúmenes de tankōbon.

### Anime
El 12 de enero de 2024 se anunció una adaptación de la serie de televisión de anime. La serie está producida por Lapin Track y dirigida por Mamoru Kanbe, con Toshiya Ōno escribiendo los guiones de la serie, Atsushi Saitō diseñando los personajes y Takahiro Obata componiendo la música. Se estrenará el 6 de julio de 2024 en el bloque NUMAnimation de TV Asahi.
El tema de apertura es "Sweet Memory" interpretado por Eve, mientras que el tema de cierre es "Itokenai" interpretado por Ammo. Crunchyroll transmitió la serie mundialmente fuera de Asia Oriental. Medialink obtuvo la licencia de la serie en Asia central, el sur de Asia (excepto India), el sudeste asiático y Oceanía (excepto Australia y Nueva Zelanda) para su transmisión en el canal de YouTube de Ani-One Asia.
Tras el episodio final de la primera temporada, se anunció una segunda temporada, que adaptará Shūki Gentei Kuri Kinton Jiken y Tōki Gentei Bonbon Chocolat Jiken, que se emitirá en abril de 2025.